# 达尼埃尔·热朗
达尼埃尔·热朗（法語：Daniel Jérent，1991年6月4日—），法国男子击剑运动员。他曾获得2016年夏季奥运会击剑比赛男子重剑团体金牌，他在该届奥运会也参加了个人小项，结果在32强赛中被委内瑞拉选手弗朗西斯科·利马尔多淘汰。